# Liste der Ortschaften im Bezirk Urfahr-Umgebung
Die Liste der Ortschaften im Bezirk Urfahr-Umgebung enthält die Gemeinden und ihre zugehörigen Ortschaften im oberösterreichischen Bezirk Urfahr-Umgebung.
- Alberndorf in der Riedmark
  - Aich
  - Almesberg
  - Berbersdorf
  - Gerbersdorf
  - Grasbach
  - Greifenberg
  - Hadersdorf
  - Heinberg
  - Hirschstein
  - Kelzendorf
  - Klamleiten
  - Kottingersdorf
  - Lindach
  - Loitzendorf
  - Luegstetten
  - Matzelsdorf
  - Oberndorf
  - Oberweitersdorf
  - Pröselsdorf
  - Riedegg
  - Rinzendorf
  - Schallersdorf
  - Schlammersdorf
  - Spattendorf
  - Steinbach
  - Veitsdorf
  - Weikersdorf
  - Zeurz

- Altenberg bei Linz
  - Donach
  - Edt
  - Haslach
  - Katzgraben
  - Kitzelsbach
  - Kulm
  - Niederbairing
  - Niederkulm
  - Niederwinkl
  - Oberbairing
  - Oberkulm
  - Oberweitrag
  - Oberwinkl
  - Pargfried
  - Preising
  - Ramersdorf
  - Schwarzendorf
  - Stratreith
  - Unterweitrag
  - Weignersedt
  - Wildberg
  - Willersdorf
  - Windpassing
  - Würschendorf

- Bad Leonfelden
  - Affetschlag
  - Böheimschlag
  - Burgfried
  - Dietrichschlag
  - Dürnau
  - Elmegg
  - Farb
  - Haid
  - Langbruck
  - Oberlaimbach
  - Oberstern
  - Oberstiftung
  - Rading
  - Roßberg
  - Schönau
  - Silberhartschlag
  - Spielau
  - Unterlaimbach
  - Unterstern
  - Unterstiftung
  - Weigetschlag
  - Weinzierl

- Eidenberg
  - Aschlberg
  - Berndorf
  - Edt
  - Felsleiten
  - Kammerschlag
  - Obergeng
  - Schiefegg
  - Staubgasse
  - Untergeng

- Engerwitzdorf
  - Aigen
  - Amberg
  - Au
  - Außertreffling
  - Bach
  - Edtsdorf
  - Gallusberg
  - Gratz
  - Haid
  - Hohenstein
  - Holzwiesen
  - Innertreffling
  - Klendorf
  - Langwiesen
  - Linzerberg
  - Mittertreffling
  - Niederkulm
  - Niederreitern
  - Niederthal
  - Oberreichenbach
  - Oberthal
  - Schmiedgassen
  - Schweinbach
  - Steinreith
  - Unterreichenbach
  - Weingraben
  - Wolfing
  - Zinngießing

- Feldkirchen an der Donau
  - Ach
  - Au
  - Audorf
  - Bad Mühllacken
  - Bergheim
  - Freudenstein
  - Gerling
  - Hofham
  - Lacken
  - Mühldorf
  - Mühlholz
  - Oberhart
  - Oberlandshaag
  - Oberndorf
  - Oberstraß
  - Oberwallsee
  - Pesenbach
  - Rosenleiten
  - Unterhart
  - Unterlandshaag
  - Vogging
  - Weidet

- Gallneukirchen

- Goldwörth
  - Hagenau

- Gramastetten
  - Amberg
  - Anger
  - Feldsdorf
  - Großamberg
  - Hals
  - Hamberg
  - Lassersdorf
  - Lichtenhag
  - Limberg
  - Maierleiten
  - Neulichtenberg
  - Pöstlingberg
  - Schlagberg
  - Stötten
  - Türkstetten
  - Wieshof

- Haibach im Mühlkreis
  - Affenberg
  - Aigen
  - Altenbergerstraße
  - Baumgarten
  - Blaßberg
  - Gusental
  - Kaindorf
  - Mistelbach
  - Oberbaumgarten
  - Renning
  - Schubertweg
  - Wirth
  - Althellmonsödt

- Hellmonsödt
  - Auedt
  - Eckartsbrunn
  - Oberaigen
  - Pelmberg
  - Weberndorf
  - Weignersdorf

- Herzogsdorf
  - Anzing
  - Bogendorf
  - Buchholz
  - Eidendorf
  - Felsleiten
  - Freilassing
  - Gaisberg
  - Gerling
  - Grasbach
  - Hilkering
  - Hofing
  - Koth
  - Mahring
  - Mühlholz
  - Neudorf
  - Neußerling
  - Oberwallsee
  - Stamering
  - Stötten
  - Wigretsberg

- Kirchschlag bei Linz
  - Davidschlag
  - Eben
  - Geitenedt
  - Hochbuchedt
  - Kronabittedt
  - Obergeng
  - Riedl
  - Rohrach
  - Strich
  - Wildberg

- Lichtenberg
  - Altlichtenberg
  - Asberg
  - Haselgraben
  - Kammerschlag
  - Kronabitedt
  - Mühlberg
  - Neulichtenberg

- Oberneukirchen
  - Amesschlag
  - Froschau
  - Fuchsgraben
  - Höf
  - In der Au
  - Kleintraberg
  - Königsberg
  - Königsdorf
  - Lobenstein
  - Mitterfeld
  - Oberwaldschlag
  - Punzing
  - Reindlsedt
  - Schaffetschlag
  - Schallenberg
  - Schauerschlag
  - Teichfeld
  - Traberg
  - Unterbrunnwald
  - Unterwaldschlag
  - Waxenberg
  - Wögersdorf

- Ottenschlag im Mühlkreis
  - Hadersdorf
  - Helmetzedt
  - Puchberg
  - Rohrbach
  - Wintersdorf

- Ottensheim
  - Dürnberg
  - Höflein
  - Niederottensheim
  - Weingarten

- Puchenau
  - Großamberg
  - Oberpuchenau
  - Pöstlingberg
  - Unterpuchenau

- Reichenau im Mühlkreis
  - Glashütten
  - Habruck
  - Ramberg
  - Zeil

- Reichenthal
  - Allhut
  - Böhmdorf
  - Hayrl
  - Kohlgrub
  - Liebenthal
  - Miesenbach
  - Niederreichenthal
  - Schwarzenbach
  - Stiftung
  - Vierhöf

- St. Gotthard im Mühlkreis
  - Eschelberg
  - Grasbach
  - Haselwies
  - Maierleiten
  - Mühlholz
  - Oberstraß
  - Rottenegg

- Schenkenfelden
  - Hinterkönigschlag
  - Lichtenstein
  - Liebenschlag
  - Schild
  - Steinschild
  - Vorderkönigschlag

- Sonnberg im Mühlkreis
  - Albrechtschlag
  - Dreiegg
  - Rudersbach
  - Sonnberg

- Steyregg
  - Götzelsdorf
  - Hasenberg
  - Holzwinden
  - Lachstatt
  - Plesching
  - Pulgarn

- Walding

- Zwettl an der Rodl
  - Innernschlag
  - Langzwettl
  - Lobenstein
  - Saumstraß
  - Schauerleithen
  - Schauerschlag
  - Straß

- Vorderweißenbach
  - Altenschlag
  - Amesberg
  - Amesschlag
  - Bernhardschlag
  - Brunnwald
  - Eberhardschlag
  - Gaisschlag
  - Geierschlag
  - Guglwald
  - Hinterweißenbach
  - Köckendorf
  - Mitterbrunnwald
  - Mühlholz
  - Oberbrunnwald
  - Ortschlag
  - Piberschlag
  - Schönegg
  - Stumpten
  - Unterbrunnwald